# Марсово поље (Санкт Петербург)
Марсово поље (руски Ма́рсово по́ле) је велики трг у центру Санкт Петербурга. Током своје дуге историје био је наизменично ливада, парк, врт за уживање, терен за војне параде, револуционарни пантеон и место јавног окупљања.
Простор који сада покрива Марсово поље у почетку је био отворено подручје мочварног земљишта између насеља око Адмиралитета и царске резиденције у Летњој башти. Исушено је копањем канала у првој половини осамнаестог века, а у почетку је служило као парк, где су се налазиле кафана, пошта и краљевска менажерија. Популарно међу племством, неколико водећих личности петровског друштва изградило је своје градске куће широм простора средином осамнаестог века. Под Петром Великим је био уређен са стазама за шетњу и јахање, а био је и место војних парада и фестивала. Током овог периода, и под Петровим наследницима, простор се звао „Празна ливада“ и „Велика ливада“. Царице Ана и Јелисавета су овде саградиле своје летње палате, и простор је преуређен у парк за забаву са павиљонима и шеталиштима. У овом периоду ту су изграђена позоришта, а уз царско покровитељство трг је постао „Царичина ливада“. Нове градске куће и палате развиле су се дуж граница трга и преко његовог прочеља ка Неви. За време владавине цара Павла I и његовог сина Александра I, трг је добио више ратну намену, изградњом војних споменика крајем осамнаестог и почетком деветнаестог века. Као признање за ово, и његову улогу у одржавању војних смотри и парада, преименован је у „Марсово поље“ 1805.
Трг је био део даљег развоја области архитекте Карла Росија касних 1810-их, укључујући нове зграде по ободу и проширење улица и фасада. Током деветнаестог века Марсово поље је наизменично било домаћин великих војних смотри и јавних фестивала. Спортске и друге слободне активности одвијале су се почетком двадесетог века. После фебруара 1917. трг је постао свечано место за сахрањивање бројних погинулих током Фебруарске револуције. Изградња Споменика борцима револуције, одвијала се између 1917. и 1919. године у центру Марсовог поља. Споменик је постао центар раног пантеона оних који су погинули у служби совјетске државе у настајању, а сахрањени су и неки од мртвих из Октобарске револуције и грађанског рата у Русији, као и истакнутих личности у влади између 1917. и 1933. године. Између 1918. и 1944. године Марсово поље је преименовано у „Трг жртава револуције“. На тргу су биле баште са поврћем како би се град хранио током опсаде Лењинграда, а такође је био домаћин артиљеријске батерије. Рестаурације су обављене после рата, укључујући постављање првог вечног пламена у Русији. У постсовјетском периоду Марсово поље постало је популарна локација за демонстрације и протесте.

## Локација
Трг покрива површину од скоро 9 хектара. Границе Марсовог поља на северу су Мермерна палата, Суворов трг и Салтиковски двори, одвојени од трга Милионаја улицом. Западно су раније бараке Павловског пука. Река Мојка чини границу на југу, преко које се налази Михаиловски дворац и башта. Источну страну омеђује Лабудов канал, који одваја Марсово поље од Летње баште.

## Царски период

### Петрински парк
Почетком 18. века земља која је на крају постала Марсово поље била је мочварна област са дрвећем и жбуњем, која се налазила између Неве на северу и река Миа (данас Мојка) и Кривуша (сада Канал Грибоједов) на југу. Оснивањем царске резиденције у Летњој башти 1704. године, ово подручје је постало тампон зона која је одвајала краљевску имовину од остатка града. Између 1711. и 1721. два канала, Лабудов и Црвени, ископана су на истоку и западу са циљем исушивања земље. Ово је створило отприлике правоугаону парцелу земље, у почетку названу једноставно Пустој (рус. Пустой), што значи „празно“ – након што је дрвеће које је овде расло било посечено, а од 1720-их, „Велика ливада“ (рус. Большой Луг).
У северозападном делу подручја је 1712. године подигнута кафана, а 1714. године претворена је у пошту. Између 1713. и 1717. године у том подручју се налазила краљевска менажерија, која је садржавала разне птице и животиње, укључујући и слона. Изградњом Црвеног канала, менажерија је пребачена у улицу Хамоваја (сада улица Моховаја). Са завршетком изградње Црвеног канала 1721. године, западна ивица Велике ливаде постала је популарно место за племство за изградњу великих градских кућа. Они који су се населили у овој области били су Карл Фридрих, војвода од Холштајн-Готорпа, Александар Румјанцев, Адам Вејде, Павел Јагужински, и ћерка Петра Великог, Јелисавета Петровна. Уз прокопане канале за одвођење воде, земљиште је убрзо исушено, а по наређењу Петра Великог је поравњано, очишћено и засејано травом, са уређеним стазама за шетњу и јахање. Велика ливада је постала место војних парада и фестивала. Овде су одржане прославе Ништадског споразума из 1721. године, са тријумфалним луком изграђеним у знак сећања на уговор. Подручје је постало познато као „Забавно поље“ (рус. Потешное поле). Готорпов глобус је првобитно постављен на терен убрзо након што је донет у Санкт Петербург, смештен у некадашњим одајама за слонове. За њега је изграђена посебна зграда, која је једно време била отворена за јавност, пре него што је глобус премештен у Кунсткамеру на Васиљевском острву у лето 1726.

### Царска ливада
За време царице Катарине I, поље је названо „Ливада испред летњег дворца“ (рус. Луг перед Летним дворцом), а за време владавине њених наследника царице Ане и царице Јелисавете, постала је место њихових летњих палата, које је дизајнирао Франческо Бартоломео Растрели. Под царицом Аном, земљиште се користило за организовање војних вежби и парада две недеље сваке јесени. После ових парада официри су вечерали у Летњој палати, док су војници јели на ливади. У фебруару 1740. царица Ана је наредила поправке и побољшања трга, укључујући садњу дрвећа и уклањање неких зграда. Архитекта Михаил Земцов пројектовао је 24 баштенска павиљона и надгледао постављање нових стаза и садњу дрвећа које су извели Хармен ван Бол'ес и његов ученик Иља Сурмин. У центру трга постављена је фонтана украшена змајевима, делфинима и маскаронима Конрада Оснера. Даљи радови одвијали су се у раној владавини царице Јелисавете, са новим алејама и садњом дрвећа. Трг је постао познат као "шеталиште" (рус. Променад), и наставио је са смештајем атракција и киоска током државних празника. Још увек је била популарна локација за куће богатих и моћних, са некадашњом резиденцијом војводе од Холштајн-Готорпа коју је царица Елизабета поклонила свом миљенику Алексеју Разумовском. Са својим кућама овде су у овом периоду били и дворски лекар Жан Арман де Лесток и војни командант Степан Фјодорович Апраксин. 
Године 1750. на тргу је изграђено позориште, које је дизајнирао Растрели, замењујући оно раније које је стајало на углу Катарининог канала и Невског Проспекта, али је изгорело 1749. Ново позориште је било дрвене конструкције на каменој основи и имало је три нивоа ложа. Градила су га 353 војника гарнизонских пукова, а завршено је 25. априла. Ту је приказана прва представа, комична опера, 3. маја, чиме је постало прва оперска кућа у Русији. На крају је пропало и срушено је крајем осамнаестог века. Од 1751. године простор испред Летње палате постао је познат као „Царичина ливада“. На њему се налазило и Мало позориште на обали реке Мојке, у коме се налазила немачка трупа коју је предводио Карл Книпер, која је наступала са ђацима градског сиротишта. Обновљено је октобра 1781. по налогу Катарине Велике и наставило је да одржава представе. Иван Дмитревски, глумац у трупи, а касније и њен директор, организовао је да она представи прве представе комичних дела Дениса Фонвизина, укључујући Бригадир и Малолетник. Позориште је било домаћин и извођења Катарининих сопствених комада, као и првог извођења Севиљског берберина Пјера Бомаршеа у Русији. Мало позориште је коначно срушено 1797. године по налогу новог цара Павла I. Позоришни мост, део Тројног моста, подсећа на постојање позоришта.
Град је наставио да се шири током друге половине осамнаестог века, а велике градске куће и палате граде се дуж северне границе ливаде, дуж насипа поред Неве. Мермерна палата је била прва, изграђена између 1765. и 1785. године. Јуриј Фелтен је пројектовао троспратну зграду Ломбард да замени резиденцију Разумовског на западној страни ливаде, на споју са престижном Милионаја улицом. Озбиљна поплава 1777. године оштетила је или уништила многа обележја променаде, након чега су поново почеле да се одржавају војне параде. Тиме је у великој мери завршено уништавање травњака и вегетације. Црвени канал је засут током 1780. године, постајући коловоз, који је 1798. добио име Царичинскаја улица . Ширење ливаде дуж Неве настављено је 1780-их изградњом службеног крила Мермерне палате и Салтикових зграда.

### Војна парада
Године 1799. у центру поља је постављен обелиск који је дизајнирао Винћензо Брена у част Петра Румјанцева, а 1801. године на јужној страни поља откривен је споменик Суворову, Михаила Козловског. Током кратке владавине Павла I, Царичина ливада је коришћена углавном за војне параде и вежбе, а његов син Александар I је пренео земљу са градских власти на војску. Дана 16. маја 1803. на земљишту су подигнуте вртуљци, шатори и други забавни павиљони у част прославе стогодишњице оснивања Санкт Петербурга. Борилачка природа овог подручја је ојачана преименовањем Царичине ливаде у „Марсово поље“ 1805. године, у част Марса, бога рата у римској митологији, кога је Козловски приказао као Александра Суворова на споменику. Ново име се такође односило на Campus Martius у Риму и Марсова поља у Паризу, повлачећи паралеле и тврдећи да се Санкт Петербург такође треба сматрати великом европском престоницом. Међутим, назив „Царичина ливада“ наставио је да се појављује на неким мапама све до 1917. 
Војна употреба газила је преосталу травнату површину у прашину, која је, када би се подигла војничким чизмама, разлетела по граду, често засипајући дрвеће оближње летње баште, и Марсово поље стекло надимак „Сахара из Санкт Петербурга“ .
Следеће велико преуређење подручја било је 1818. године, а архитекта Карло Роси га је укључио у развој свог архитектонског комплекса на југу, усредсређеног око имања Михаиловске палате. Румјанцев обелиск је уклоњен на Васиљевско острво, док је споменик Суворову измештен на нови трг, касније назван Трг Суворов, северно од Марсовог поља на насипу Неве, и између Мермерне палате и Салтиковског дворца. Између 1817. и 1821. по пројекту Василија Стасова изграђена је велика зграда дуж западног дела трга за смештај барака Павловског пука, са западним ансамблом завршеним кућама између Мојке и јужно од зграде Павловског пука. Године 1823, као део реконструкције земљишта око Марсовог поља и Михаиловске палате, Садоваја улица је проширена до источне ивице Марсовог поља, спајајући се на стазу која иде паралелно са Лабудовим каналом и повезује се са Милионаја улицом која је прелазила северну границу.

Од 1820-их Марсово поље постало је главно место војних парада у Санкт Петербургу. Сваке године у мају, пре одласка царске породице у летње резиденције, одржаване су смотре гардијског корпуса, заједно са парадама у знак обележавања важних догађаја. Дана 23. септембра 1829. године одржана је молитва после Руско-турског рата, а парада 1831. године славила је крај непријатељстава са Пољском након Новембарског устанка. Ова парада је приказана на слици Григорија Черњецова која се сада чува у колекцијама Руског музеја. Још једна смотра је одржана на том терену 21. априла 1856. године, поводом свечаног распуштања пукова народне милиције који су били успостављени за службу у Кримском рату. Џорџијана Блумфилд, супруга британског амбасадора Џона Блумфилда, описала је параду из маја 1846:
Видела сам диван призор: цар Никола је приказао 40 хиљада војника на Марсовом пољу. Дан је био леп и ведар, а ја сам имала одлично место поред прозора у палати принца од Олденбурга. У један сат све трупе су се постројиле и цар са својом пратњом, у којој је био сав војни дипломатски кор, укључујући и мог мужа, дојахао је у редовима, трупе су узвикивале „Ура!“ а звук таквог мноштва гласова потресао је ваздух. Суверен је тада пришао Летњој башти и све трупе су продефиловале пред њим: прво лака артиљерија, затим пешадија, иза њих коњица, праћена тешком артиљеријом...
Мајске војне параде су престале за време владавине Александра III али су настављене под његовим сином Николајем II.

### Фестивали
Од 1869. године поново су почеле да се одржавају народне светковине на Марсовом пољу, обележавајући Масленицу, Ускрс, Царев имендан, крунисање нових царева, а 30. августа, празник заштитника града Александра Невског. На терену су подигнути шатори, вртешке и друге забаве. 
Поред забаве, одржавана су и спортска такмичења са активностима попут пењања на масни стуб и ходања по балвану. Године 1867, забринуте због високог нивоа пијанства у граду, власти су забраниле продају алкохола током државних празника. У августу 1867. око 100.000 људи окупило се на Марсовом пољу, без иједног хапшења због пијанства. Године 1892. 12-годишњак је добио комплет порцеланског сервиса за победу у такмичењу ходања по балвану. Фестивали су се одржавали поводом парада Преображенског и Семјоновског пука од 1897. до 1907. године када су фестивали на Марсовом пољу забрањени. Отприлике у то време је изграђена кула на пољу за смештај телескопа. Дат је предлог за изградњу бициклистичке стазе на Марсовом пољу, али на крају није добијено довољно средстава. Спортски догађаји су наставили да се одржавају на терену током раног двадесетог века. Током зиме 1903. ту је одржано светско првенство у брзом клизању, а 1913. овде је одржана прва међуградска хокејашка утакмица. Санктпетербуршки тим „Спорт“ поражен је са 2:6 од једног енглеског клуба. Клизалиште од армираног бетона изграђено је те године по пројекту Јевгенија-Карл Шретера, иако је улаз био релативно скуп, 55 копејки поподне, 1 рубља 10 копејки увече. Сматрало се да зграда нарушава постојећу архитектонску целину и убрзо је након тога демонтирана. 
Још једна атракција појавила се у зиму 1910-1911. са ирвасима доведеним на терен и понуђеним грађанима на јахање. Вјачеслав Попов, богати Коми, изгубио је већину свог стада због болести. Преостале животиње је довео у Санкт Петербург, разместивши их на Марсовом пољу и понудио их за јавне вожње за пет копејки по кругу. Као резултат тога, зарадио је нешто новца, а такође је добио аудијенцију код Николе II. Постојали су различити предлози за развој Марсовог поља током раног двадесетог века. Један предлог из 1906. био је да се направи зграда коју је пројектовао архитекта Маријан Лалевич, за смештај Државне Думе. Други је био за оперу по нацртима Виктора Шретера, а пројекат из 1909. је предложио стварање парка или баште са спомеником цару Александру II који је дизајнирао И.С. Китнер. Остали пропали предлози укључивали су да се 1913. године Румјанцевски обелиск врати на Марсово поље и да се направи тржни центар са хотелом, рестораном и поштом. Упркос овим одбијањима, неколико пројеката је ипак остварено. Године 1909. панорамска слика Франца Рубоа „Одбрана Севастопоља“ била је изложена на Марсовом пољу у посебном павиљону који је дизајнирао Василиј Шене. На терену је постављен телескоп како би грађани могли да посматрају помрачење Сунца 17. априла 1912. Такође, пре избијања Првог светског рата, на терену су били смештени опсерваторија Уранија и летњи биоскоп под називом „Америчке планине“. Током рата поље је коришћено за складиштење гомила огрева.

## Револуционарни и совјетски период

### Револуционарне сахране
После Фебруарске револуције, Петроградски совјет је одлучио да створи почасно заједничко гробље за оне који су погинули у немирима, а изабрано је Марсово поље. Разматран је план да се наводна Уставотворна скупштина постави на Марсово поље, која би тада била изнад споменика онима који су погинули у револуцији. Четири велика гроба ископана су у центру Марсовог поља. 
Сахрањивање је требало да буде 5. априла, али је пре ове вести кружила прича да неће бити погребних обреда. Рођаци умрлих пожурили су да их потраже и сахране на другим гробљима по традиционалним обредима. Коначно, на Марсовом пољу сахрањене су само 184 жртве, од којих 86 војника, 9 морнара, 2 официра, 32 радника, 6 жена, 23 особе којима се друштвени статус није могао утврдити и 26 непознатих мртвих. Градски савет је 5. април прогласио нерадним даном, а многи грађани су се појавили да прате погребне поворке, које су преносиле мртве из болница и капела широм града. Гробови су припремљени минирањем ровова у залеђеном тлу, при чему је спуштање сваког ковчега обележено топовским ударом са Петропавловске тврђаве. Према једној процени, сахранама је присуствовало око 800.000 људи. На конкурсу за дизајн спомен обележја победио је Лев Руднев и Споменик борцима револуције је отворен 7. новембра 1919. Око споменика су били исписани натписи Анатолија Луначарског, народног комесара просвете.

### Совјетски пантеон
Сахрањивање мртвих из фебруарске револуције покренуло је тренд да Марсово поље постане пантеон оних који су погинули у служби револуције и достигнућа совјетске власти. Прва појединачна сахрана, В. Володарског, обављена је 23. јуна 1918. године. Володарски, члан председништва Сверуског централног извршног комитета, убијен је три дана раније. Даље сахране су обављене касније те године, када је сахрањен велики број мртвих из Октобарске револуције. Остала сахрањивања током наредних година укључују Моисеја Урицког, председника Петроградске Чеке који је убијен у августу 1918; Семјона Нахимсона, који је погинуо у Јарославском устанку јула 1918; команданта грађанског рата А.С. Ракова 1919. и члана Сверуског централног извршног комитета Семјона Воскова 1920. Марсово поље је наставило да се користи за војне параде и као полигон за обуку током овог периода, где је одржана смотра првих „црвених официра“ 18. септембра 1918. На прву годишњицу Октобарске револуције Марсово поље је преименовано у „Трг жртава револуције“, а понекад се звало и „Трг гробова жртава револуције“.
Постављањем споменика даље је развијен изглед трга, са баштама и стазама по пројекту Ивана Фомина. Први Суботник, субота посвећена волонтерском раду, одржан је 1. маја 1920. године, а 16.000 становника града радило је на садњи више од 60.000 грмова и дрвећа на тргу, постављању стаза и алеја и уклањању смећа. 19. јула 1920. Марсово поље посетили су делегати 2. светског конгреса Коминтерне на челу са Владимиром Лењином. Преуређење је завршено 1921. године, а 25. октобра трг је пренет у надлежност Градске управе за баште и паркове. Године 1922. Коминтерна и Сверуски централни извршни комитет предложили су изградњу споменика Октобарској револуцији, али пројекат никада није реализован. Последња сахрана на тргу, секретара Лењинградског градског комитета КПСС Ивана Газе, одржана је 8. октобра 1933.

### Током и после 2. светског рата
На тргу су током лета 1942. биле баште са поврћем како би се град опскрбио током опсаде Лењинграда. На терену је било и шест противваздушних батерија, као и ровови за заклон од бомбардовања. Некадашње име трга, Марсово поље, враћено је 13. јануара 1944. Од 1947. до 1955. године доживео је даљу реконструкцију, при чему је 6. новембра 1957. упаљен вечни пламен у центру трга у знак сећања на жртве разних ратова и револуција. Пламен, запаљен из ложишта Фабрике Киров, био је први вечни пламен у Русији. Пламен са Марсовог поља коришћен је и за паљење вечне ватре на Пискарјовском меморијалном гробљу 9. маја 1960. и на другим спомен обележјима у Санкт Петербургу. Пламен је допремљен у Москву 1967. године и 8. маја је упалио вечни ватру на Гробу Незнаног војника код Кремаљског зида.

## Пост-совјетски период
Трг је још једном реконструисан између 1998. и 2001. године. Засађено је преко 3.800 нових грмова и дрвећа, а поправљене су стазе и травњаци. Обновљен је и Споменик борцима револуције, пламен је поново упаљен 14. новембра 2003. пламеном из пећи фабрике Киров. Почетком 2000-их, када су паркирање и превоз по граду постали проблематични, повремено су се давали предлози за изградњу паркинга испод Марсовог поља. Присуство гробова навело је становнике да се успротиве овим плановима. 2014. године споменик су рестаурирали стручњаци Државног музеја урбане скулптуре.

### Место јавног окупљања
Од средине 2000-их, Марсово поље постало је популарна локација за демонстрације и протесте о питањима као што су политички затвореници, фер избори, мере за борбу против корупције итд. Овај статус је признат у децембру 2012. године када је губернатор Санкт Петербурга Георгиј Полтавченко прогласио трг за „Хајд парк“, чиме је постао „посебно одређено место у граду за колективну дискусију о друштвено значајним питањима и јавно изражавање осећања грађана“. Посебно велики митинг одржан је 12. јуна 2017. године, коме је присуствовало преко десет хиљада људи. Полиција је привела 658 особа, међу којима је и Максима Резника, посланика законодавне скупштине Санкт Петербурга и неколико новинара. У августу 2017. Полтавченко је поништио статус „Хајд парка“ Марсовог поља, наводећи да су сахрањивања и споменик учинили трг неприкладном локацијом за скупове.